# Alex Shimizu
Alex Shimizu, né à New York en 1991, est un danseur et acteur américain d'origine japonaise.

## Jeunesse
Shimizu est né et a grandi à Manhattan, New York. Il a commencé sa carrière en tant que danseur pour le National Dance Institute alors qu'il fréquentait l'école élémentaire Hunter College. Il a été encadré par le fondateur Jacques d'Amboise et a figuré à ses côtés dans le CBS Evening News et NPR avec l'animateur invité Christopher Walken.

## Carrière
Shimizu a joué Off Broadway et dans la version cinématographique du Songe d'une nuit d'été de Julie Taymor. Le film a été présenté au Festival international du film de Toronto 2014 dans le cadre du programme Mavericks in Film.
Il est connu pour avoir incarné le personnage récurrent de Tadashi Ito dans la série NBC Blacklist avec James Spader et Toshiro Furuya, dans la saison 2 de la série d'anthologie d'horreur d'AMC The Terror, qui se concentrait sur les camps d'internement des Américains d'origine japonaise pendant la Seconde Guerre mondiale.
En 2024, il est choisi pour interpréter le rôle d'un jeune Vince Masukadans Dexter : Les Origines de Showtime, reprenant le rôle de l'analyste médico-légal qui partage avec enthousiasme son expertise tout en savourant la chance de diriger son nouveau stagiaire, Dexter Morgan.

## Filmographie

### Films
| Année | Titre                     | Rôle                 |
| ----- | ------------------------- | -------------------- |
| 2014  | Le Songe d'une nuit d'été | Élémentaire grossier |
| 2017  | Les parias                | Howard               |

### Télévision
| Année   | Titre                | Rôle                           | Remarques   |
| ------- | -------------------- | ------------------------------ | ----------- |
| 2014    | Person of Interest   | Daizo                          | 2 épisodes  |
| 2015    | Community            | Ado #2                         | 1 épisode   |
| 2015    | Scorpion             | Étudiant en art dramatique n°1 | 1 épisode   |
| 2016    | Foursome             | Lort                           | 2 épisodes  |
| 2016-17 | Stuck in the Middle  | Bai Hsu                        | 2 épisodes  |
| 2019    | S.W.A.T              | Kenta                          | 1 épisode   |
| 2019    | The Terror           | Toshiro Furuya                 | 8 épisodes  |
| 2018-23 | The Blacklist        | Tadashi Ito                    | 7 épisodes  |
| 2024    | Interior Chinatow    | Josh                           | 1 épisode   |
| 2024–25 | Dexter: Original Sin | Vince Masuka                   | 10 épisodes |